# Marknadsetiska Rådet
Marknadsetiska Rådet var en svensk branschorganisation som granskade reklam enligt branschens etiska riktlinjer, som komplement till Etiska rådet mot könsdiskriminerande reklam. Från och med 2009 är uppdraget överfört på Reklamombudsmannen.

## Historia
Marknadsetiska Rådet bildades 1989 av Internationella Handelskammarens Svenska Nationalkommitté och Näringslivets Delegation för Marknadsrätt (NDM).

## Uppgift
Rådets uppgift bestod i att självständigt göra uttalanden om marknadsföringsåtgärder eller andra åtgärder med anknytning till marknadsföring, i vad som anses vara god affärssed.